# لوک چمبرز
لوک چمبرز (انگلیسی: Luke Chambers؛ زادهٔ ۲۸ سپتامبر ۱۹۸۵) یک بازیکن فوتبال اهل بریتانیا است. 